# Згорње Дање
Згорње Дање (словен. Zgornje Danje) је насељено место у општини Железники, Горењска регија, Словенија.

## Историја
До територијалне реорганизације у Словенији биле су у саставу старе општине Шкофја Лока.

## Становништво
У попису становништва из 2011. године, Згорње Дање су имале 4 становника.
| Број становника према пописима | Број становника према пописима | Број становника према пописима |
| ------------------------------ | ------------------------------ | ------------------------------ |
| 1991                           | 2002                           | 2011                           |
| 3                              | З                              | 4                              |

- Ознака З представља заштићене податке.

## Галерија
- сеоске куће
- пут